# 甘川湾
座標: 北緯35度04分05秒 東経129度00分07秒 / 北緯35.068度 東経129.002度
甘川湾（감천만) は、釜山広域市の沙下区と西区にある湾。西区岩南洞将軍半島と沙下区多大洞頭松半島の間に位置する 。
湾口は東西2本の防波堤が築かれており、湾内は沿岸部全域が開発された港となっている。
甘川洞と多大洞と岩南洞の近くに位置する。
なお、甘川湾には面していないが、将軍半島の東側には韓国最初の海水浴場である釜山松島海水浴場がある。